# Proyecto hidroeléctrico Puebla 1
El Proyecto Hidroeléctrico Puebla 1 plantea la construcción de una central hidroeléctrica a través de la instalación de dos presas, Ahuacoya y Zoquiapa, en la Sierra Norte de Puebla. Estas presas captarían el agua del río Ajajalpan, para la producción de energía eléctrica en los municipios de Ahuacatlán, Tlapacoya y San Felipe Tepatlán en el estado de Puebla. El proyecto, de la empresa Comexhidro, fue revocado a través de un amparo, pues el permiso contenía distintas irregularidades. 

## El proyecto
La presa Ahuacoya es un proyecto para construir una cortina de 45 metros de altura, con una capacidad de generación eléctrica de 60MW en el río Ajajalpan, el cual se encuentra en los municipios poblanos de Ahuacatlán, Tlapacoya y San Felipe Tepatlán. La beneficiaria del proyecto es la empresa Deselec 1-Comexhidro, y la energía que se generaría se destinaría de manera exclusiva para las necesidades de autoabastecimiento de sus socios, como Wal-Mart de México, Waldo's Mart de México, Operadora Vips y Suburbia. El proceso de concesión de permisos e inicio de construcción del proyecto ha presentado una serie de irregularidades, la población habitante de estas comunidades ha manifestado su resistencia hacia el proyecto debido a las consecuencias medioambientales y sociales. El ayuntamiento de Ahuacatlán revocó el permiso de construcción porque encontró graves irregularidades, consideradas ilegales, en administraciones pasadas, como la falsificación del sello oficial y el logotipo.

## Oposiciones al proyecto
Organizaciones civiles, comuneros y pobladores de las comunidades cercanas se han inconformado a la realización del proyecto hidroeléctrico, generando acciones de resistencia. Existe un antecedente, pues en 2013, Grupo México intentó crear una presa en el río Aajalpan, pero las comunidades no lo permitieron. Ante la constante presencia de empresas tratando de instalarse en el río, surgió la organización comunitaria Guardianes del Río Ajajalpan. A partir de estas resistencias, pobladores han enfrentado hostigamiento y amenazas de muerte.

### Juicio de amparo
El 4 de abril de 2016, San Mateo Tlacotepec, Altica y San Felipe Tepatlán, comunidades totonacas pertenecientes a los municipios de Ahuacatlán y San Felipe Tepatlán, presentaron una demanda de amparo en contra de autoridades del estado mexicano, como la Secretaría de Medio Ambiente y Recursos Naturales, la Comisión Reguladora de Energía, la Comisión Nacional del Agua y el Instituto Nacional de Antropología e Historia; porque estas dieron la autorización del Proyecto Hidroeléctrico Puebla 1. La demanda fue acompañada por el Consejo Tiyat Tlali y la organización de derechos humanos Fundar.
La audiencia del juicio fue en octubre de 2019, en la cual el Juez Miguel Arroyo Herrera, negó el amparo, al considerar que la consulta indígena que la Secretaría de Energía (SENER) realizó en 2015, había cumplido los estándares en la materia; esto sin tomar en cuenta que los permisos para la realización del proyecto se comenzaron a entregar seis años antes de la consulta, en el año 2009.

## Irregularidades
A lo largo del juicio se considera que hubo una serie de irregularidades, como lo son:
- Supuesto abandono de demanda de alguno de los quejosos.
- Firmas en documentos no reconocidas por sus titulares.
- Se extraviaron ocho tomos anexos del expediente del amparo principal.
- Hubo actos de criminalización y hostigamiento, contra las personas integrantes de las comunidades que demandaron y en contra las organizaciones que acompañaron la defensa.
- Compra de terrenos en los márgenes del río para la realización del proyecto, los cuales fueron pagados entre $0.71 y $4.29 el metro cuadrado.[2]

## Revocación del proyecto
El 12 de enero de 2020, el secretario del ayuntamiento de Ahuacatlán informó a la comunidad y a las personas integrantes del Consejo Regional Totonaco en defensa del río Ajajalpan la declaratoria de ilegalidad y la revocación del permiso de obras para el Proyecto Hidroeléctrico Puebla 1. El permiso para la construcción había sido emitido por un servidor público que no contaba con las facultades legales para ello, porque requería de la autorización del cabildo municipal, así como un dictamen técnico o de factibilidad; asimismo, se encontró que hubo una falsificación del sello oficial y el logotipo del ayuntamiento en el documento.

## Cuestionamientos al proyecto: impacto medioambiental y social
La resistencia por parte de las comunidades totonacas de la Sierra Norte de Puebla a este proyecto se sostiene de los siguientes argumentos.
- El proyecto no será de beneficio a las comunidades afectadas, pues no les proveerá de energía eléctrica.
- El proceso de consulta a las comunidades indígenas inició 9 años después de haber sido otorgado los primeros permisos.
- Afectación ambiental por la remoción de vegetación del bosque, compactación del suelo, baja calidad del agua, contaminación de los mantos acuíferos, desvío del río, destrucción del hábitat de especies animales, erosión río abajo, desgaste de los ecosistemas ribereños, aislamiento de las poblaciones de peces por efecto barrera, proliferación de insectos nocivos y transmisores de enfermedades, generación de gases de efecto invernadero, y otros más
- Afección de las zonas arqueológicas cercanas.[2]